# Новольвовск
 Новольвовск  — посёлок (в 1954—2011 гг. — посёлок городского типа) в Кимовском районе Тульской области России.
В рамках административно-территориального устройства входит в Хитровщинский сельский округ Кимовского района, в рамках организации местного самоуправления является центром сельского поселения Новольвовское.

## География
Расположен близ административной границы с Рязанской областью, в 5 км от железнодорожной станции Львово (на линии Узловая — Ряжск). Близ посёлка расположена железнодорожная платформа 393 км (останавливаются поезда Москва-Тамбов и Тула-Ряжск). Автобусным сообщением посёлок связан с Тулой и Кимовском.

## Население
| 1959 | 1970  | 1979  | 1989  | 2002  | 2009  | 2010  |
| ---- | ----- | ----- | ----- | ----- | ----- | ----- |
| 5923 | ↘4229 | ↘3443 | ↘3021 | ↘2030 | ↘1582 | ↗1731 |

## История
В 1954 году Новольвовск стал рабочим посёлком (посёлком городского типа).
С 2006 до 2011 гг. составлял городское поселение рабочий посёлок Новольвовск.
В 2011 году Новольвовск преобразован в сельский населённый пункт как посёлок и включён в Хитровщинский сельский округ в рамках административно-территориального устройства. В рамках организации местного самоуправления стал центром сельского поселения Новольвовское.

## Экономика
Работала фабрика обувных деталей (снесена). Ранее в посёлке велась добыча бурого угля (Подмосковный угольный бассейн), в настоящее время прекращённая за нерентабельностью (шахта затоплена).

## Культура
В посёлке расположены общеобразовательная школа, больница, психоневрологический интернат, клуб, пожарный пункт.

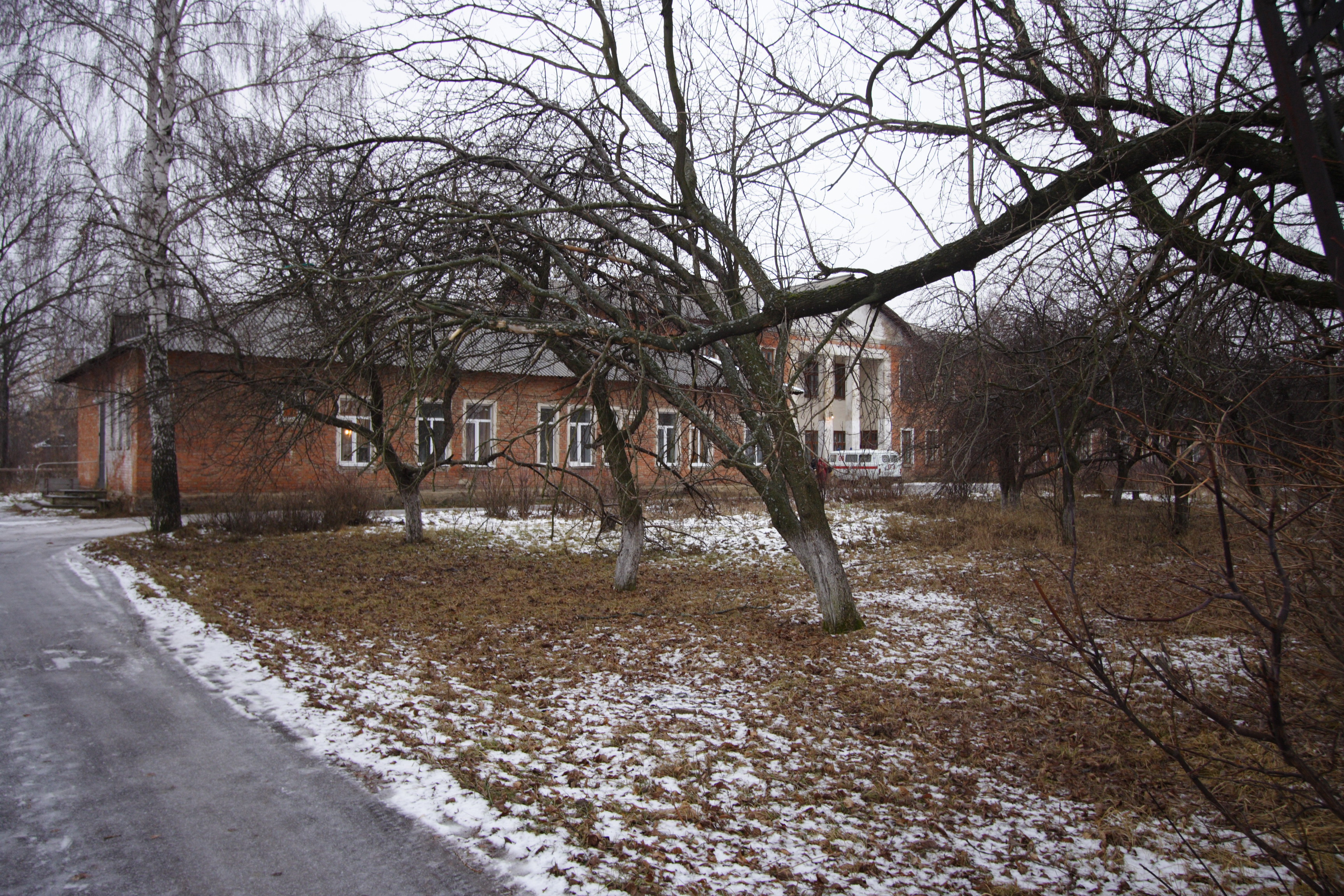
Новольвовская больница